# Филиппинская фаланга
Филиппинская фаланга — официальное название Испанские национальные ассамблеи Филиппин (Juntas Nacionales Española) — бывшая филиппинская политическая партия, филиал Испанской Фаланги. Партия была основана в 1936 году. Первоначально партию возглавлял гражданин Испании и бизнесмен Андрес Сориано . За лидерство в партии боролись Мартин Поу и Энрике Собель де Айала.
Партия была фактически распущена, когда Сориано подал заявку на получение гражданства Филиппин, которая была без особого шума удовлетворена правительством, в значительной мере из-за нежелания иметь на Филиппинах партию, которая бы хотя бы в неявной форме поддерживала державы Оси, так же, как Испанская фаланга (франкисты) и правительство Испании. Часть членов партии последовала его примеру, что предотвратило угрозу конфискации их собственности союзными державами. Некоторые члены партии сотрудничали с японцами во время оккупации, за исключением Сориано, который присоединился к Мануэлю Кесону и правительству Филиппинского Содружества в изгнании в Соединенных Штатах, а также к испанским филиппинцам, которые сформировали военные и партизанские силы Содружества на острове Негрос на Филиппинах.